# Yoshihiro Akiyama
Yoshihiro Akiyama (em japonês: 秋山成勲, Akiyama Yoshihiro, tal como Choo Sung-hoon, em coreano: 추성훈, em hanja: 秋成勳) (Osaka, 29 de julho de 1975) é um lutador japonês de MMA e judoca descendente de coreanos. No judô, Akiyama foi medalha de ouro no campeonato asiático em 2001 (representando a Coreia do Sul) e dos jogos asiáticos de 2002 (representando o Japão). No MMA, ele foi campeão meio-pesado do torneio K-1 HERO'S 2006.

## Carreira no MMA

### Ultimate Fighting Championship
No dia 24 de fevereiro de 2009, Akiyama foi anunciado pelo UFC. Mesmo quebrando o osso orbital durante segundo round no UFC 100, Akiyama conseguiu bater o veterano Alan Belcher por decisão dividida.
Akiyama ingressou na Xtreme Couture em outubro de 2009 para trabalhar sua luta em pé. Akiyama era esperado para enfrentar a lenda do PRIDE, Wanderlei Silva no UFC 110, mas Wand foi ligado à luta com Michael Bisping no card, vencendo por decisão unânime.
Akiyama era então esperado para enfrentar Silva no UFC 116. No entanto, Wanderlei foi obrigado a deixar o card após fraturar suas costelas no treino. Chris Leben foi o escolhido para substituí-lo. Apesar de controlar a maior parte da luta com ataques eficazes e sólidas, Akiyama se cansou após o primeiro round e perdeu por finalização (triângulo) com apenas vinte segundos para o fim do terceiro round.
Akiyama enfrentou Michael Bisping no dia 16 de outubro de 2010 no UFC 120 e acabou perdendo por decisão unânime. Em preparação para sua luta com Bisping, Akiyama começou a treinar na Jackson's Submission Fighting em Albuquerque, Novo México.
Akiyama era esperado para enfrentar Chael Sonnen em março de 2011 no UFC 128, porém, Sonnen acabou sendo suspenso pois havia falhado no exame anti-doping e a luta foi cancelada. Akiyama então foi escalado para enfrentar Nate Marquardt no mesmo evento, mas acabou desistindo da luta por causa do terremoto  que havia acontecido em Töhoku e foi substituído por Dan Miller.
Akiyama foi derrotado por Vitor Belfort no UFC 133 por nocaute no primeiro round. Esta foi a terceira derrota seguida de Akiyama no UFC. Após a luta, Dana White afirmou que Akiyama muito provavelmente não iria ser cortado da organização, caso ele concordasse descer para a categoria meio médio.
Akiyama enfrentou Jake Shields no dia 26 de fevereito de 2012 no UFC 144 já na categoria até 77 kg. Ele perdeu a luta por decisão unânime (30-27, 30-27, 30-27). Durante a luta, Akiyama foi capaz de utilizar várias técnicas de judô que foi elogiado como os principais destaques da luta; apesar de perder a decisão.
Akiyama iria enfrentar Thiago Alves em julho de 2012 no UFC 149. No entanto, Akiyama foi forçado a se retirar do card após uma lesão.
Após dois anos e meio longe do MMA, Akiyama voltou a lutar no UFC Fight Night: Hunt vs. Nelson. Ele foi escalado originalmente para enfrentar Kyle Noke no card. No entanto, Noke foi forçado a deixar o card após sofrer uma lesão no joelho, sendo substituído por Amir Sadollah. Akiyama venceu a luta por decisão unânime, conseguindo sua primeira vitória em cinco anos.
Akiyama enfrentou Alberto Miná em 28 de Novembro de 2015 no UFC Fight Night: Henderson vs. Masvidal e foi derrotado por decisão dividida.

## Títulos e realizações
- HERO'S
  - 2006 — Campeão Meio Pesado do HERO'S Grand Prix
- Ultimate Fighting Championship
  - Luta da Noite (três vezes) vs. Alan Belcher, vs. Michael Bisping e vs. Chris Leben
- ONE Championship
  - Performance da Noite (uma vez) vs. Shinya Aoki

## Cartel no MMA
| Cartel no MMA   |             |            |
| 24 lutas        | 15 vitórias | 7 derrotas |
| Por nocaute     | 6           | 2          |
| Por finalização | 7           | 1          |
| Por decisão     | 2           | 4          |
| No contest      | 2           | 2          |

| Res.    | Cartel   | Oponente           | Método                               | Evento                                   | Data       | Round | Tempo | Local                   | Notas                                                                                               |
| ------- | -------- | ------------------ | ------------------------------------ | ---------------------------------------- | ---------- | ----- | ----- | ----------------------- | --------------------------------------------------------------------------------------------------- |
| Vitória | 16–7 (2) | Shinya Aoki        | Nocaute técnico (socos)              | ONE: X                                   | 26/03/2022 | 2     | 1:50  | Kallang                 | Retorno aos meio-médios. Performance da Noite.                                                      |
| Vitória | 15–7 (2) | Sherif Mohamed     | Nocaute (soco)                       | ONE Championship 109: King of the Jungle | 28/02/2020 | 1     | 3:04  | Kallang                 | |
| Derrota | 14–7 (2) | Agilan Thani       | Decisão (unânime)                    | ONE Championship: Legendary Quest        | 15/06/2019 | 3     | 5:00  | Xangai                  | |
| Derrota | 14–6 (2) | Alberto Miná       | Decisão (dividida)                   | UFC Fight Night: Henderson vs. Masvidal  | 28/11/2015 | 3     | 5:00  | Seul                    | |
| Vitória | 14–5 (2) | Amir Sadollah      | Decisão (unânime)                    | UFC Fight Night: Hunt vs. Nelson         | 20/09/2014 | 3     | 5:00  | Saitama                 | |
| Derrota | 13–5 (2) | Jake Shields       | Decisão (unânime)                    | UFC 144                                  | 26/02/2012 | 3     | 5:00  | Saitama                 | Estreia nos Meio-Médios.                                                                            |
| Derrota | 13–4 (2) | Vitor Belfort      | Nocaute (socos)                      | UFC 133                                  | 06/08/2011 | 1     | 1:52  | Filadélfia, Pensilvânia | |
| Derrota | 13–3 (2) | Michael Bisping    | Decisão (unânime)                    | UFC 120                                  | 16/10/2010 | 3     | 5:00  | Londres                 | Luta da Noite.                                                                                      |
| Derrota | 13–2 (2) | Chris Leben        | Finalização (triângulo)              | UFC 116                                  | 03/07/2010 | 3     | 4:40  | Las Vegas, Nevada       | Luta da Noite.                                                                                      |
| Vitória | 13–1 (2) | Alan Belcher       | Decisão (dividida)                   | UFC 100                                  | 11/07/2009 | 3     | 5:00  | Las Vegas, Nevada       | Luta da Noite.                                                                                      |
| Vitória | 12–1 (2) | Masanori Tonooka   | Finalização (chave de braço)         | Dream 6                                  | 23/09/2008 | 1     | 6:26  | Saitama                 | |
| Vitória | 11–1 (2) | Katsuyori Shibata  | Finalização (ezequiel)               | Dream 5                                  | 21/07/2008 | 1     | 6:34  | Osaka                   | |
| NC      | 10–1 (2) | Kazuo Misaki       | Sem resultado (alterado)             | Yarennoka!                               | 31/12/2007 | 1     | 7:48  | Saitama                 | Originalmente vitória por nocaute para Misaki. Misaki acertou um chute ilegal em Akiyama.           |
| Vitória | 10–1 (1) | Denis Kang         | Nocaute (socos)                      | Hero's 2007 in Korea                     | 28/10/2007 | 1     | 4:45  | Seul                    | |
| NC      | 9–1 (1)  | Kazushi Sakuraba   | Sem resultado (alterado)             | K-1 Premium 2006 Dynamite!!              | 31/12/2006 | 1     | 5:37  | Osaka                   | Originalmente vitória por TKO para Akiyama. Akiyama usou produtos de lubrificação corporal ilegais. |
| Vitória | 9–1      | Melvin Manhoef     | Finalização (chave de braço)         | Hero's 7                                 | 09/10/2006 | 1     | 1:58  | Yokohama                | Final do Grand Prix Meio-Pesado do Hero's.                                                          |
| Vitória | 8–1      | Kęstutis Smirnovas | Nocauté técnico (socos)              | Hero's 7                                 | 09/10/2006 | 1     | 3:01  | Yokohama                | Semifinal do Grand Prix Meio-Pesado do Hero's.                                                      |
| Vitória | 7–1      | Taiei Kin          | Finalização técnica (chave de braço) | Hero's 6                                 | 05/08/2006 | 1     | 2:01  | Tóquio                  | Quartas de final do Grand Prix Meio-Pesado do Hero's.                                               |
| Vitória | 6–1      | Katsuhiko Nagata   | Nocaute (chute rodado)               | Hero's 5                                 | 03/05/2006 | 1     | 2:25  | Tóquio                  | |
| Vitória | 5–1      | Tokimitsu Ishizawa | Finalização (Ezequiel)               | Hero's 4                                 | 15/03/2006 | 2     | 1:41  | Tóquio                  | |
| Vitória | 4–1      | Masakatsu Okuda    | Nocaute (slam e socos)               | Hero's 2005 in Seoul                     | 05/11/2005 | 1     | 3:31  | Seul                    | |
| Vitória | 3–1      | Michael Lerma      | Nocaute técnico (socos)              | K-1: World MAX 2005                      | 12/10/2005 | 1     | 2:47  | Tóquio                  | |
| Win     | 2–1      | Carl Toomey        | Finalização (chave de braço)         | Hero's 2                                 | 06/07/2005 | 1     | 0:59  | Tóquio                  | |
| Derrota | 1–1      | Jérôme Le Banner   | Nocaute (joelhadas)                  | Hero's 1                                 | 26/03/2005 | 1     | 2:24  | Saitama                 | |
| Win     | 1–0      | François Botha     | Finalização (chave e braço)          | K-1 Premium 2004 Dynamite!!              | 31/12/2004 | 1     | 1:54  | Osaka                   | |